# Magister inżynier
Magister inżynier (mgr inż., z łac. „mistrz, nauczyciel” oraz „wynalazca”) – tytuł nadawany w systemach szkolnictwa wyższego różnych krajów. W Polsce to tytuł zawodowy nadawany przez uczelnie po odbyciu studiów drugiego stopnia dla inżynierów. Jest odpowiednikiem angielskiego Master of Engineering (M.Eng.). By zostać magistrem inżynierem niezbędne jest uzyskanie tytułu inżyniera na studiach I stopnia, następnie odbyć studia II stopnia, w tym: zyskać absolutorium, złożyć pracę dyplomową oraz zdać egzamin magisterski. Zgodnie z Międzynarodową Standardową Klasyfikacją Edukacji mgr inż. to 7 poziom nauczania, przedostatni poziom edukacji.
Po uzyskaniu tytułu zawodowego magistra inżyniera jest możliwość uzyskania stopnia naukowego doktora (zostać doktorem inżynierem, np. nauk technicznych), podejmując studia w szkole doktorskiej (8, ostatni poziom edukacji). Taki doktor inżynier - naukowiec rozwijający siebie, naukę, technikę, technologię, mający wkład w postęp techniczny, pracując także akademicko i prowadząc pracę badawczą, może się habilitować, a przez to uzyskać status samodzielnego pracownika nauki. Część zagranicznych uczelni prowadzi studia doktorsko-inżynierskie, których (Doktoringenieur), (m. in. Doctor of Engineering).

## Tytuł magistra inżyniera w Polsce
W Polsce Ludowej i do czasu wciągnięcia do Unii Europejskiej, magister inżynier był także w formie jednolitych studiów magisterskich. Do zakwalifikowania się na studia II stopnia jest wymagane odbycie studiów inżynierskich (I stopnia, trwających zwykle 3,5–4 lata), co wiąże się z uzyskaniem tytułu zawodowego inżyniera. Tytuł zawodowy magister inżynier nadawany jest przez uprawnione uczelnie po ukończeniu studiów II stopnia dla inżynierów. Studia trwają zwykle 1,5 do 2 lat (3–4 semestry). Na studiach trzeba uzyskać absolutorium, złożyć pracę dyplomową oraz zdać egzamin magisterski (obejmujący obronę pracy dyplomowej i pytania z zakresu tematyki studiów). W Zintegrowanym Systemie Kwalifikacji, kwalifikacją pełną jest dyplom potwierdzający uzyskanie tytułu zawodowego magistra inżyniera (magister inżynier).
Na podstawie obowiązującej do 1982 r. Ustawy z dnia 5 listopada 1958 r. o szkołach wyższych szkoły wyższe wydawały absolwentom dyplomy stwierdzające ukończenie studiów i nadanie tytułu magistra, magistra-inżyniera lub lekarza. Tytuły nadawane absolwentom studiów zawodowych określała Rada Ministrów w drodze rozporządzenia. Magister nie był wówczas tytułem zawodowym, lecz tytułem związanym z ukończeniem studiów wyższych (z dodaniem specjalności). Dopiero w Ustawie z dnia 4 maja 1982 r. o szkolnictwie wyższym stopnie magistra, magistra inżyniera i lekarza nazwano tytułami zawodowymi.
Tytuły zawodowe równorzędne: 
- magister inżynier architekt – po uzyskaniu efektów uczenia się określonych dla studiów na kierunku architektura
- magister inżynier pożarnictwa – po uzyskaniu efektów uczenia się określonych dla studiów na kierunku inżynieria bezpieczeństwa prowadzonych dla inżynierów pożarnictwa w Akademii Pożarniczej